# Unitate sintactică
- parte de propoziție
- propoziție
- frază